# 100P/Hartley
100P/Hartley 1, komet Jupiterove obitelji. 